# 高橋ナツコ
高橋 ナツコ（たかはし ナツコ、9月19日 - ）は、日本の脚本家。日本脚本家連盟会員。元々はバラエティ番組の構成作家としてデビューし、アニメやドラマの脚本も手がける。

## 参加作品
特記のない作品は脚本を担当。（バラエティは除く）

### アニメ
2000年
- ヴァンドレッド

2001年
- i-wish you were here-
- ヴァンドレッド the second stage
- グラップラー刃牙

2002年
- あたしンち※51回から（シリーズ構成）
- スパイラル -推理の絆-（シリーズ構成）[1]
- 東京ミュウミュウ

2003年
- クロノクルセイド
- 探偵学園Q（トリックスーパーバイザーも担当）
- テニスの王子様
- 鋼の錬金術師
- ポポロクロイス
- マーメイドメロディー ぴちぴちピッチ

2004年
- 愛してるぜベイベ★★
- SDガンダムフォース
- 巌窟王[2]
- げんしけん
- SAMURAI 7
- スクールランブル
- 天上天下
- ネポス・ナポス
- 爆裂天使
- BLEACH
- マーメイドメロディー ぴちぴちピッチ ピュア
- マリア様がみてる
- マリア様がみてる〜春〜
- モンキーターン

2005年
- 韋駄天翔
- 機動戦士ガンダムSEED DESTINY
- 強殖装甲ガイバー
- 銀盤カレイドスコープ（スケートプログラム構成も担当）
- 甲虫王者ムシキング 森の民の伝説
- 地獄少女
- シュガシュガルーン
- 創聖のアクエリオン[3]
- ドラえもん〈2005年リニューアル後〉
- ピーチガール
- ふしぎ星の☆ふたご姫
- MÄR-メルヘヴン-

2006年
- 学園ヘヴン BOY'S LOVE HYPER!（シリーズ構成）
- 地獄少女 二籠
- 獣王星
- スクールランブル 二学期
- 戦争童話集シリーズ「焼跡の、お菓子の木」
- D.Gray-man
- ふしぎ星の☆ふたご姫 Gyu!
- 遊☆戯☆王デュエルモンスターズGX
- 妖怪人間ベム〈第2作〉

2007年
- 鋼鉄三国志（シリーズ構成）
- 鋼鉄神ジーグ
- 素敵探偵ラビリンス（シリーズ構成）
- 逮捕しちゃうぞ フルスロットル（シリーズ構成）
- デルトラクエスト
- 爆丸バトルブローラーズ
- ハヤテのごとく!
- BLUE DROP〜天使達の戯曲〜（シリーズ構成）
- マリア様がみてる 3rdシーズン
- もやしもん（シリーズ構成）[4]
- ロミオ×ジュリエット

2008年
- キャシャーン Sins
- switch（脚本監修）
- 西洋骨董洋菓子店 〜アンティーク〜
- 二十面相の娘[5]
- MAJOR 4th season
- ヤッターマン（リメイク版）（シリーズ構成）

2009年
- アスラクライン
- アスラクライン2
- クッキンアイドル アイ!マイ!まいん!
- 極上!!めちゃモテ委員長（シリーズ構成）
- 07-GHOST（シリーズ構成）
- 東京マグニチュード8.0
- ヒゲぴよ（チーフライター）
- 毎日かあさん（シリーズ構成（途中まで））
- マリア様がみてる 4thシーズン
- ミラクル☆トレイン〜大江戸線へようこそ〜

2010年
- 裏切りは僕の名前を知っている（シリーズ構成）[6]
- 咎狗の血（シリーズ構成）
- ぬらりひょんの孫（シリーズ構成）
- 爆丸バトルブローラーズ ニューヴェストロイア

2011年
- 青の祓魔師
- にゃんぱいあ The Animation（シリーズ構成）
- 爆丸バトルブローラーズ ガンダリアンインベーダーズ

2012年
- アイカツ!
- 好きっていいなよ。
- 流れ星レンズ
- もやしもん リターンズ（シリーズ構成）

2013年
- ジュエルペット ハッピネス
- ドキドキ!プリキュア
- ハヤテのごとく! Cuties
- BROTHERS CONFLICT（シリーズ構成）
- ゆゆ式（シリーズ構成）

2014年
- みツわの ※OVA
- 妖怪ウォッチ
- ハピネスチャージプリキュア!
- ベイビーステップ
- レディ ジュエルペット（シリーズ構成）
- 召しませロードス島戦記 〜それっておいしいの?〜（シリーズ構成）※赤尾でこと共同
- 戦国BASARA Judge End（シリーズ構成）
- 信長協奏曲（全話脚本担当）[7]
- 暁のヨナ
- 姉ログ 靄子姉さんの止まらないモノローグ（シリーズ構成） ※OVA

2015年
- 俺物語!!（シリーズ構成）[8]
- 美男高校地球防衛部LOVE!
- Go!プリンセスプリキュア
- ベイビーステップ2

2016年
- うどんの国の金色毛鞠（シリーズ構成）
- ディバインゲート（シリーズ構成）
- NORN9 ノルン+ノネット（シリーズ構成）
- ろんぐらいだぁす!（シリーズ構成）
- なめこ〜せかいのともだち〜（シリーズ構成）
- 美男高校地球防衛部LOVE!LOVE!
- モンスターハンター ストーリーズ RIDE ON（シリーズ構成）

2017年
- 恋愛暴君（シリーズ構成）[9]
- 喧嘩番長 乙女 -Girl Beats Boys-（シリーズ構成）
- 異世界はスマートフォンとともに。（シリーズ構成）
- 恋と嘘（シリーズ構成）[10]
- URAHARA（シリーズ構成）

2018年
- 覇穹 封神演義（シリーズ構成）[11]
- Cutie Honey Universe（シリーズ構成）
- こみっくがーるず（シリーズ構成）[12]
- 美男高校地球防衛部HAPPY KISS!
- 夢王国と眠れる100人の王子様（シリーズ構成）
- 百錬の覇王と聖約の戦乙女（シリーズ構成）
- おしりたんてい（シリーズ構成）
- 妖怪ウォッチ シャドウサイド
- 走り続けてよかったって。（シリーズ構成）

2019年
- 妖怪ウォッチ!

2020年
- ぼくのとなりに暗黒破壊神がいます。（シリーズ構成）
- ツキウタ。 THE ANIMATION2（シリーズ構成）
- グレイプニル
- トミカ絆合体 アースグランナー

2021年
- カードファイト!! ヴァンガード overDress（シリーズ構成）[13]
- さよなら私のクラマー（シリーズ構成）
- マジカパーティ
- 宇宙なんちゃら こてつくん

2023年
- 転生貴族の異世界冒険録〜自重を知らない神々の使徒〜（シリーズ構成）
- 星屑テレパス（シリーズ構成）

2025年
- アン・シャーリー（シリーズ構成[14]）

### テレビドラマ
- なっちゃん家（1998年）
- 笑ゥせぇるすまん（1999年）
- 美・少女日記（2000年 - 2001年）
- OLヴィジュアル系（2000年 - 2001年）
- ウソコイ（2001年）
- OL銭道（2003年）
- よい子の味方（2004年）
- 花より男子〈第1シリーズ〉（2005年）
- 夜王（2005年）
- だめんず・うぉ〜か〜（2006年）
- 東京ゴースト・トリップ（2008年）
- もやしもん（2010年、シリーズ構成）
- 新春サザエさんスペシャル〈ドラマ版第3弾〉（2011年 第2話）
- バーテンダー（2011年）
- 名前をなくした女神（2011年、原案協力）
- 一休さん（2012年）
- 戦国BASARA -MOONLIGHT PARTY-（2012年）※山口亮太と共同
- サザエさんアニメ&ドラマで2時間半SP 開局55周年・サザエさん放送45年（2013年 実写版第3話「待ちつ待たれつ」）

### バラエティ
- なるほど!ザ・ワールド（担当時期不明）
- 天才・たけしの元気が出るテレビ!!（超天才・たけしの- 以降から参加）
- 魔法のランプ!（1995年）
- オールスター感謝祭（1995年、問題作成）
- 笑う犬の生活（1998年 - 1999年）
- アフリカのツメ（2004年 - 2005年）
- たけし・所のWA風が来た!（担当時期不明）
- ワンワンパッコロ!キャラともワールド（2012年 - ）

### 映画
- 映画 あたしンち（2003年）※両沢和幸と共同執筆
- 劇場版BLEACH Fade to Black 君の名を呼ぶ（2008年）※大久保昌弘（戦闘シーン担当）と共同
- 劇場版 ヤッターマン 新ヤッターメカ大集合! オモチャの国で大決戦だコロン!（2009年）※渡邊大輔・菱田正和と共同
- 大奥（2010年）
- 劇場版BLEACH 地獄篇（2010年）※大久保昌弘（戦闘シーン担当）と共同
- 戦国BASARA -MOONLIGHT PARTY- Remix（2012年）※山口亮太と共同
- 映画はなかっぱ 花さけ!パッカ〜ん♪ 蝶の国の大冒険（2013年）※やすみ哲夫と共同
- ……and LOVE（2017年） [15]
- ひだまりが聴こえる（2017年）
- ういらぶ。（2018年）
- 映画 おしりたんてい カレーなる じけん（2019年）
- 映画 さよなら私のクラマー ファーストタッチ（2021年）
- ブルーサーマル（2022年）※橘正紀と共同

### その他
- 漫画： サファイア リボンの騎士（2008年 - 2009年）※脚本のみ
- ドラマCD：わたしに××しなさい!（2012年）※コミックス第8巻ドラマCD付き特装版
- 小説：美男高校地球防衛部LOVE!NOVEL!（馬谷くらり・原作、原由美子・ディオメディア・イラスト、ぽにきゃんBOOKS、2015年）
- 小説：ミラチェンタイム☆ミラクルらみぃ（大塚隆史・原作、川村敏江・イラスト、小学館ジュニア文庫、2015年）
- チャリティ：東日本大震災の被災者の支援にも取り組んでおり、漫画家や作家と共同で東日本大震災チャリティ同人誌「pray for Japan」で執筆する[16]。